# Lac Preston
Pour les articles homonymes, voir Preston.
Le lac Preston est un plan d’eau douce naturel situé dans la Réserve faunique de Papineau-Labelle. La partie sud est dans la municipalité de Duhamel, appartenant à la municipalité régionale de comté (MRC) de Papineau, dans la région administrative de l’Outaouais. La partie sud du lac est située dans La Minerve, appartenant à la municipalité régionale de comté (MRC) Les Laurentides, dans la région des Laurentides. Elles sont toutes les deux des municipalités du Québec, au Canada.

## Géographie
Les bassins versants voisins du lac Preston sont :
- à l'ouest : lac Gagnon et le lac Marcaut(d) (altitude : 287 m) ;
- au nord : le lac de la Grange(d) (altitude : 214 m) et la rivière Preston ;
- au nord-est : le lac Marie-le-Franc(d) (altitude : 250 m) ;
- au sud : le petit lac Preston(d) (altitude : 208 m) et le lac Simon.

D'une longueur de 7,3 km, ce lac s'avère un élargissement de la rivière Preston qui coule du nord au sud en traversant le lac Preston. En amont, la rivière Preston traverse notamment le lac de la Grange, Petit lac du Rat Musqué(d), lac aux Castors et le lac La Minerve. Le lac Preston reçoit la décharge des lacs Eugène et Opio.
L'embouchure du lac est au fond de la baie du sud, laquelle comporte un étroit passage de 270 m. De là, la rivière Preston coule vers le sud pour traverser un petit lac sans nom (longueur : 380 m ; altitude : 212 m) qui se décharge du côté sud-est. La rivière coule alors vers l'est sur une centaine de mètres jusqu'au barrage érigé à l'embouchure. Puis la rivière coule sur 450 m vers le sud pour aller traverser sur 440 m le lac Robiza (long de 550 m ; altitude : 209 m) vers le sud. Puis la rivière descend sur 250 m vers le sud pour rejoindre le Petit lac Preston (long de 4,2 km ; altitude : 208 m) que le courant traverse sur 3,8 km vers le sud. Puis la rivière poursuit son cours vers le sud-est sur 2,3 km pour aller se déverser dans la rivière de la Petite Nation (altitude : 208 m) à 0,7 km de son embouchure où elle se déverse dans le lac Simon (altitude : 208 m). Cette rivière est un affluent de la rivière des Outaouais.
Le lac Preston est situé à l'est du lac Gagnon (altitude : 213 m). Tandis que le lac Marcaut (longueur : 1,6 km ; altitude : 287 m) semble coincé dans les montagnes entre ces deux lacs. Le lac Preston se caractérise par de hautes falaises de montagne à l'est et au sud-ouest. La baie Gallagher(d) est un élargissement du lac situé sur la rive ouest du lac, elle est profonde de 0,7 km et large également de 0,7 km. Cette baie reçoit de l'ouest la décharge du Petit lac Rognon(d) (altitude : 297 m).
Une des deux zones protégées de la forêt ancienne du Lac-Preston est située sur la rive est du lac. L'autre est située à 1,5 km plus à l'est, soit sur la rive du lac Marie-Lefranc (altitude : 250 m). Cette forêt a été peu affectée par des feux de forêt ou autres cataclysmes naturels, ni par l'exploitation humaine depuis le début de la colonisation française.

## Toponymie
Le toponyme « lac Preston » a été officialisé le 5 décembre 1968 à la Banque des noms de lieux de la Commission de toponymie du Québec.

## Histoire
Dès le milieu du XIXe siècle, la foresterie a été l'activité économique prédominante dans le secteur. Au XXe siècle, la villégiature et les activités récréotouristiques ont été mises en valeur au sud-ouest du lac. La surface de ce plan d'eau gèle généralement de la mi-novembre à la fin mars ; néanmoins, la période de circulation sécuritaire sur la glace est habituellement de la mi-décembre à la fin mars.